# لويس نيكولا
لويس نيكولا (بالفرنسية: Louis Nicolas)‏ هو مبشر فرنسي، ولد في 15 أغسطس 1634 في أوبيناس في فرنسا، وتوفي في 1682.